# George Eastman House
Koordinaten: 43° 9′ 7,7″ N, 77° 34′ 49″ W
Das George Eastman House International Museum of Photography and Film in Rochester, New York ist das weltälteste Museum der Fotografie und ein bedeutendes Filmarchiv. Das Museum, das 1947 gegründet und 1949 eröffnet wurde, befindet sich auf einem herrschaftlichen Anwesen, das George Eastman, der Gründer der Eastman Kodak Company, von 1905 bis zu seinem Tod 1932 bewohnte.

## Geschichte
Das Haus selbst ließ George Eastman als großzügige Mansion im kolonialen Stil auf einem mehr als vier Hektar großen Grundstück zwischen 1902 und 1905 für sich errichten. Testamentarisch gewährte er der University of Rochester ein zehnjähriges Nutzungsrecht. Nach dem Zweiten Weltkrieg übergab die Universität das Anwesen an eine treuhänderische Stiftung, die den Museumsbetrieb konzipierte, 1947 realisierte und bis heute verwaltet. 1949 wurde das Museum, damals noch als George Eastman House International Museum of Photography, der Öffentlichkeit zugänglich gemacht. Erster Direktor des George Eastman House war General Oscar Solbert. Er wurde unterstützt durch Beaumont Newhall, der von 1948 bis 1958 als Kurator und von 1958 bis 1971 als Museumsdirektor eine der wichtigsten fotografischen Sammlungen der Welt aufbauen konnte.
1955 wurde erstmals der George Eastman Award for distinguished contribution to the art of film verliehen, mit dem zunächst ausschließlich ehemalige Größen des Stummfilms geehrt wurden.
Am 13. November 1966 wurde das Gebäude zu einem National Historic Landmark erklärt und in das National Register of Historic Places eingetragen.
Zwischen 1985 und 1990 wurde das Bauwerk umfänglich restauriert und modernisiert. Im Zuge dessen wurden auf dem Gelände ebenfalls ursprünglich vorhandene Gärten wieder angelegt und neue Gebäude, durch die das Museumsangebot erweitert werden konnte. So wurde u. a. mit dem Dryden Theatre ein Kino mit 535 Sitzplätzen in Betrieb genommen, in dem auch Nitrofilme aufgeführt werden. Das Kino ist heutiger Ort der Preisverleihung des George Eastman Awards. Neu hinzugekommen sind ebenfalls eine technische Ausstellung sowie eine Fachbibliothek. Veranstaltungen, wie Lesungen oder Konzerte ergänzen das Museumsangebot.
Das Gebäude beherbergt mit der The L. Jeffrey Selznick School of Film Preservation eine führende Institution und Ausbildungsstätte für Film- und Fotokonservierung, -restaurierung und -archivierung.

## Die Sammlung
Das Museum beherbergt heute mehr als 400.000 Fotografien und Negative, über 23.000 Filme sowie über drei Millionen Film-Stills (d. h. Szenenfotos, die bei Dreharbeiten gemacht wurden, oder Produktionsfotos, welche Dreharbeiten dokumentieren), dazu 43.000 sonstige Publikationen und mehr als 25.000 technische Exponate. Die Sammlung des Museums umfasst nahezu alle großen Fotografen der letzten 100 Jahre. Berühmte in der Sammlung vertretene zeitgenössische Fotografen sind Steve McCurry, Robert Frank, Nickolas Muray, James Nachtwey, Sebastião Salgado und Manuel Rivera-Ortiz. Den Grundstock des Museums bildet die Sammlung des französischen Fotografen Gabriel Cromer, die 1939 von der Eastman Kodak Company erworben wurde.